# Ipermestra (Mercadante)
Ipermestra è un'opera in due atti di Saverio Mercadante, su libretto di Luigi Ricciuti. La prima rappresentazione ebbe luogo al Teatro San Carlo di Napoli il 29 dicembre 1825. L'opera «più che piacere alla generalità, ottenne solo l'approvazione degli intendenti dell'arte».
Gli interpreti della prima rappresentazione furono:
| Personaggio                                          | Interprete        |
| ---------------------------------------------------- | ----------------- |
| Danao                                                | Luigi Lablache    |
| Ipermestra                                           | Adelaide Tosi     |
| Linceo                                               | Giovanni David    |
| Argia                                                | Marietta Riva     |
| Ipparco                                              | Gaetano Chizzola  |
| Sacerdote di Febo Sacerdote del tempio dell'Eumenidi | Michele Benedetti |

## Trama
La scena è in Argo, e sue vicinanze.

## Struttura musicale
- Sinfonia

### Atto I
- N. 1 - Introduzione e Cavatina di Danao Salve, o bel dì, che fulgido - Tutto è gioia; è lieta ogn'alma (Coro, Argia, Ipparco, Danao)
- N. 2 - Coro e Cavatina di Linceo Ecco riede l'invitto Linceo - Domai dal fier nemico (Linceo, Coro)
- N. 3 - Duetto fra Ipermestra e Danao Tu lo stringi: la mia morte
- N. 4 - Duetto fra Linceo ed Ipermestra e Finale I Deh! per pietà disgombra - Ecco svanito appieno (Linceo, Ipermestra, Danao, Sacerdote, Coro)

### Atto II
- N. 5 - Coro Stella più lucida
- N. 6 - Aria di Danao Seguito è tutto...corrasi (Danao, Coro, Argia, Ipparco)
- N. 7 - Terzetto fra Ipermestra, Linceo e Danao Vieni, tardasti assai
- N. 8 - Aria di Linceo Alma bella! fida amante! (Linceo, Coro)
- N. 9 - Finale II Deh! non cercar vendetta! - In tanto duol mi vedi - Deh! richiama i sensi tuoi (Ipermestra, Danao, Coro, Linceo, Ipparco, Argia, Sacerdote)